# Jungfern-Ellerling
Der Jungfern-Ellerling (Cuphophyllus virgineus, Syn.: Hygrocybe virginea) ist eine Pilzart aus der Familie der Schnecklingsverwandten. Er wächst bevorzugt auf mageren, moosigen Grasflächen und bildet im Herbst kleine, weitgehend einfarbig-weißliche und teils glasig durchscheinende Fruchtkörper, weshalb der Pilz auch als Glasig- oder Schneeweißer Ellerling bezeichnet wird. Er ist essbar.

## Merkmale

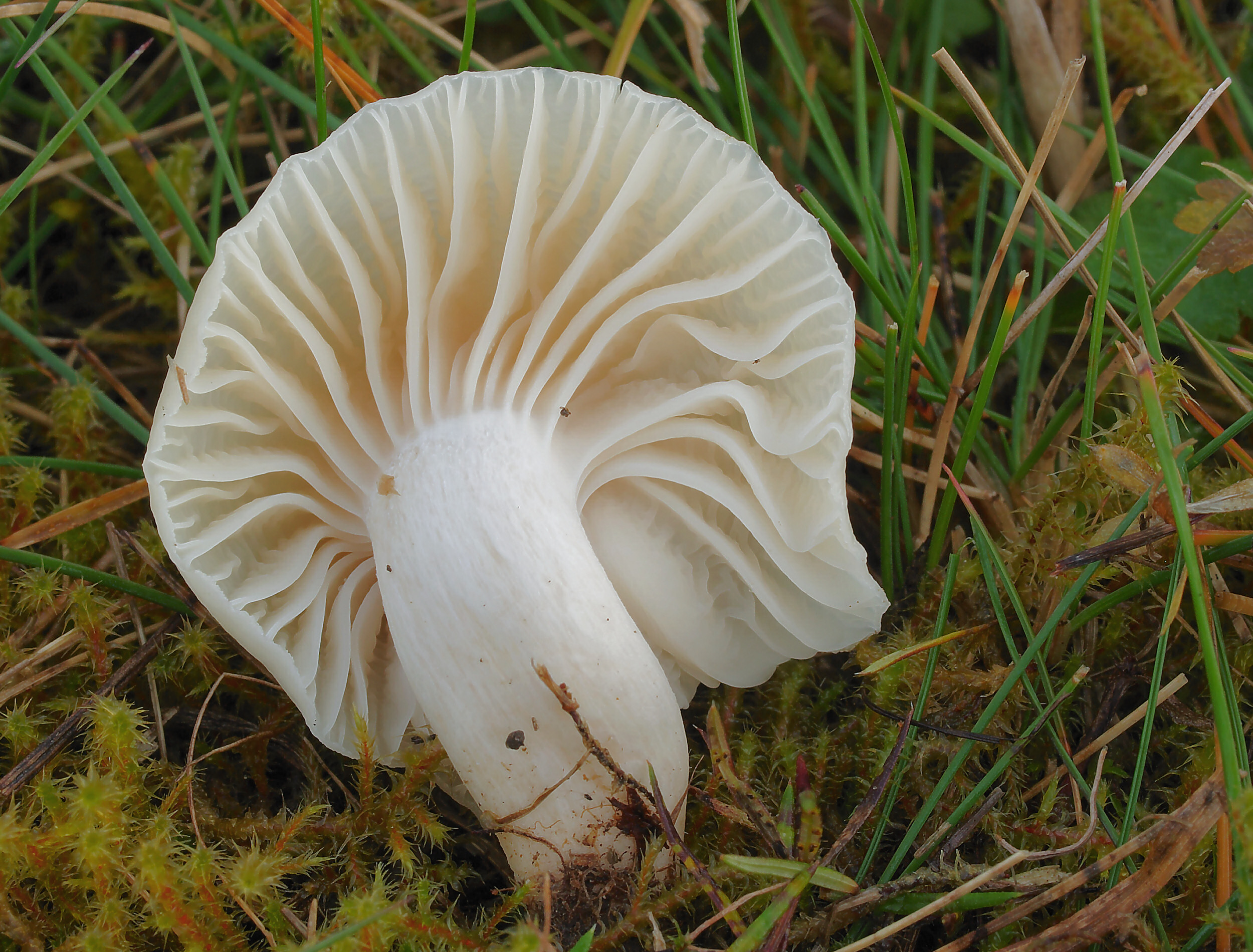
Blick auf die Hutunterseite des Jungfern-Ellerlings mit den Lamellen

### Makroskopische Merkmale
Die Fruchtkörper wachsen meist in Gruppen. Der dünnfleischige Hut misst 1,5–3(–5) cm im Durchmesser und ist jung gewölbt, später flach oder in der Mitte etwas niedergedrückt und kann einen leichten Buckel haben. Die Oberfläche ist (elfenbein)weiß und verfärbt sich leicht bei feuchter Witterung (Hygrophanität). Die Ränder sind in feuchtem Zustand durchscheinend gerieft. Die dicken, wachsigen, cremeweiß gefärbten Lamellen stehen entfernt und laufen am Stiel herab. Ihre Schneiden sind glatt. Der Stiel wird 2–5 (–6) cm lang und 3–5 mm dick. Er ist weitgehend zylindrisch geformt und am unteren Ende zugespitzt. Innen ist er zunächst vollfleischig, später hingegen ausgestopft bis hohl. Außen ist er glatt, hutfarben und an der Basis manchmal auch +/- rosabräunlich gefärbt. Das wässrige Fleisch ist geruchlos und schmeckt mild. Das Sporenpulver ist weiß und zeigt mit Jodreagenzien keine Farbreaktion (inamyloid).

### Mikroskopische Merkmale
Die oberflächlich glatten Sporen messen 7–11 × 4–5,5 Mikrometer und sind mehr oder weniger elliptisch geformt. Die Huthaut ist eine dünne Ixocutis.

## Artabgrenzung
Sehr ähnlich ist der Juchten-Ellerling (Cuphophyllus russocoriaceus), der als Speisepilz nicht empfohlen werden kann. Er unterscheidet sich gut durch seinen feinen Geruch nach Juchtenleder. Der ähnliche Weiße Wiesen-Ellerling (Cuphophyllus pratensis var. pallidus ) hat typischerweise größere Fruchtkörper und ist nicht hygrophan. Gefährlich wären Verwechslungen mit dem potenziell tödlichen Feld-Trichterling (Clitocybe quisquiliarum).

## Ökologie und Phänologie
Die Art lebt vermutlich in Symbiosegemeinschaften mit Moosen in mageren Grasflächen, bevorzugt in kalkhaltigen Böden, und in Nordamerika in Wäldern.
Sie fruktifiziert von September bis Dezember.

## Verbreitung
Der Jungfern-Ellerling ist in der gemäßigten Zone der Nordhalbkugel weit verbreitet und kommt in ganz Europa sowie Nordamerika und Nordasien vor, wurde aber auch in Australien angetroffen. Die Art ist häufiger als ihre großteils gefährdeten Gattungsverwandten und gilt als nicht gefährdet.

## Systematik und Taxonomie
Die 1821 von Elias Magnus Fries sanktionierte wissenschaftliche Erstbeschreibung stammt aus einem 1781 veröffentlichten Werk von Franz Xaver von Wulfen, wo er ihn als Agaricus virgineus bezeichnete. Nach verschiedenen anderen Gattungszuordnungen wurde er von Alexander E. Kovalenko der Gattung der Ellerlinge (Cuphophyllus) zugeordnet. Verbreitet ist auch die Zuordnung zur Gattung der Saftlinge (Hygrocybe) nach Peter Darbishire Orton und Roy Watling, was nach genetischen Untersuchungen jedoch nicht haltbar erscheint. Das 1772 von Giovanni Antonio Scopoli erstbeschriebene Taxon Hygrocybe nivea wird mittlerweile als synonym angesehen.
Das Epitheton virgineus ist ein lateinisches Adjektiv und bedeutet „jungfräulich“ in Bezug auf ein reines, weißes Aussehen.

## Bedeutung
Er ist essbar und wird als Speisepilz genutzt. Allerdings ist er in Deutschland wie alle Arten der Gattung gemäß der Bundesartenschutzverordnung geschützt und darf nicht gesammelt werden.